# Photedes approximata
Photedes approximata är en fjärilsart som beskrevs av Barend J. Lempke 1965. Photedes approximata ingår i släktet Photedes och familjen nattflyn. Inga underarter finns listade i Catalogue of Life.